# Grand Prix de Chardonnay
Le Grand Prix de Chardonnay est une course cycliste française disputée à Chardonnay, dans le département de Saône-et-Loire.  Créée en 1976, elle est actuellement organisée par le Vélo Conseil Événement. 

## Histoire
Sur une idée originale d'Alain Pradier, cette épreuve est créée en 1976 par le Vélo Club Tournus. Désormais organisée par Véloce, la course a construit sa légende au travers du calendrier national de la Fédération française de cyclisme.
Les deux premières éditions sont disputées en 1976 et 1977 sous la forme d'un critérium réservé aux professionnels. Elles sont remportées par Bernard Hinault et Raymond Martin. Elle intègre ensuite le calendrier amateur français et devient l'un des rendez-vous cyclistes incontournables en Saône-et-Loire. Plusieurs vainqueurs ont rejoint ensuite les rangs professionnels comme Jaan Kirsipuu (1990), Arthur Vichot (2009), Adam Yates (2013), Julien Bernard (2014) ou encore Geoffrey Bouchard (2017). Benoît Luminet détient le record de victoires avec trois succès obtenus en 2000, 2005 et 2008.
Après une pause de 2 ans (2019 et 2020), la course reprend ses droits en 2021 mais n'est plus inscrite au calendrier national. Elle se voit ouverte aux coureurs de 2e et 3e catégorie, ainsi qu'aux juniors et titulaires d'une licence pass'cyclisme open.

## Palmarès de l'épreuve masculine
| Année     | Vainqueur           | Deuxième              | Troisième            |
| --------- | ------------------- | --------------------- | -------------------- |
| 1976      | Bernard Hinault     | Georges Talbourdet    | Hubert Mathis        |
| 1977      | Raymond Martin      | Alain Meslet          | Michel Le Denmat     |
| 1978      | Claude Chabanel     | Gilbert Favre         |                      |
| 1979      | Henry Chavy         | François Notargiacomo | Alfred Fernandes     |
| 1980      | Patrick Janin       | Vincent Brucci        |                      |
| 1981      | Pascal Trimaille    | Gilles Mas            | Michel Guillet       |
| 1982      | Manuel Carneiro     | Gilles Mas            | Patrick Janin        |
| 1983      | Manuel Carneiro     | Jean-Luc Vernisse     | Vincent Brucci       |
| 1984      | Vincent Brucci      | Gilles Bernard        | Robert Jankowski     |
| 1985      | Tadeusz Krawczyk    | Roman Cieślak         | Jan Brzeźny          |
| 1986      | Gérard Dessertenne  | Denis Celle           | Yves Passot          |
| 1987      | Jean-Paul Garde     | Georges Ribeiro       | Laurent Eudeline     |
| 1988      | Roman Cieślak       | Patrick Janin         | Sylvain Volatier     |
| 1989      | Marcel Kaikinger    | Yves Passot           | Michel Friedman      |
| 1990      | Jaan Kirsipuu       | Jacek Bodyk           | Mieczysław Karłowicz |
| 1991      | Jean-Paul Garde     | Éric Larue            | Raido Kodanipork     |
| 1992-1994 | non disputé         |                       |                      |
| 1995      | Jacques Dard        | Sébastien Demont      |                      |
| 1996      | Patrick Bruet       | Joaquim De Macedo     | Tanguy Boulch        |
| 1997      | Joaquim De Macedo   | David Derepas         | Grégoire Daulny      |
| 1998      | Marc Thévenin       | Benoît Luminet        | Sergueï Yakovlev     |
| 1999      | Pascal Peyramaure   | Stéphane Roger        | François Leclère     |
| 2000      | Benoît Luminet      | Jérémie Dérangère     | Marc Thévenin        |
| 2001      | Marc Thévenin       | Dimitar Dimitrov      | Nicolas André        |
| 2002      | Emmanuel Granat     | Pascal Pofilet        | Karl Zoetemelk       |
| 2003      | Nicolas Dumont      | Samuel Plouhinec      | Nicolas Méret        |
| 2004      | Jérôme Chevallier   | Dimitar Dimitrov      | Benoît Michel        |
| 2005      | Benoît Luminet      | Freddy Ravaleu        | Maxim Gourov         |
| 2006      | Cyril Bessy         | Paweł Wachnik         | Benoît Luminet       |
| 2007      | Tomasz Smoleń       | Mateusz Taciak        | Olivier Lefrançois   |
| 2008      | Benoît Luminet      | Loïc Mühlemann        | Mickaël Jeannin      |
| 2009      | Arthur Vichot       | Thomas Bouteille      | Benoît Luminet       |
| 2010      | Thomas Bouteille    | Yohan Cauquil         | Silver Schultz       |
| 2011      | Jimmy Raibaud       | Pierre-Luc Périchon   | Adrien Bonnefoy      |
| 2012,     | Jérôme Mainard      | David Menut           | Aymeric Brunet       |
| 2013      | Adam Yates          | Quentin Bernier       | Frédéric Talpin      |
| 2014      | Julien Bernard      | Blaise Sonnery        | Jimmy Raibaud        |
| 2015      | Axel Gagliardi      | Jérémy Cabot          | Lucas Papillon       |
| 2016      | Bastien Duculty     | Lucas Papillon        | Geoffrey Bouchard    |
| 2017      | Geoffrey Bouchard   | Alexandre Jamet       | Frédéric Brun        |
| 2018      | Romain Guillot      | Sten Van Gucht        | Loïc Rolland         |
| 2019-2020 | annulé              |                       |                      |
| 2021      | Maximilien Juillard | Thomas Morichon       | Baptiste Chardon     |

## Palmarès de l'épreuve féminine
| Année | Vainqueur     | Deuxième        | Troisième      |
| ----- | ------------- | --------------- | -------------- |
| 2022  | Marine Guérin | Églantine Rayer | Morgane Coston |